# Циклантера лопастная
Циклантера лопастная, или огурец ачохча, или циклантера стоповидная, или перуанский огурец, или корилла (лат. Cyclanthera pedata), — вид растений из рода Циклантера (Cyclanthera) семейства Тыквенные (Cucurbitaceae), культивируемый в странах с тропическим и субтропическим климатом ради съедобных плодов. Родина вида — Южная Америка.

## Ботаническое описание
Однолетняя лиана длиной до 5 метров, цепляющаяся за опору усиками. Листья очерёдные, до 20 см в окружности, пальцевидно рассечены почти до основания на 5—7 лопастей.
Цветки жёлтые, небольшие (менее сантиметра в диаметре), раздельнополые. Мужские цветки собраны в метёлки длиной 10—20 см, состоящие из 20—50 цветков.
Плоды длиной 5—7 см и диаметром 2,5—3 см, вытянуто-овальные, суженные с обоих концов, верхушка часто бывает искривлена. Кожица зелёная, а в состоянии полной спелости — бледно-зелёная или кремовая. Стенки плода толщиной около 4 мм, сочные. В полой внутренней камере содержится 8—10 чёрных твёрдых семян.

## Значение и применение
В некоторых странах, особенно в Перу, плоды растения готовятся как овощи. Название ачоча или ачуччха местное, используемое в этой стране. Иногда они подвергаются фаршировке перед готовкой. Молодые плоды, на вкус подобные огурцу, едят в сыром виде (в салатах) и тушёном виде, фаршируют. Цветки и молодые побеги тоже съедобны.

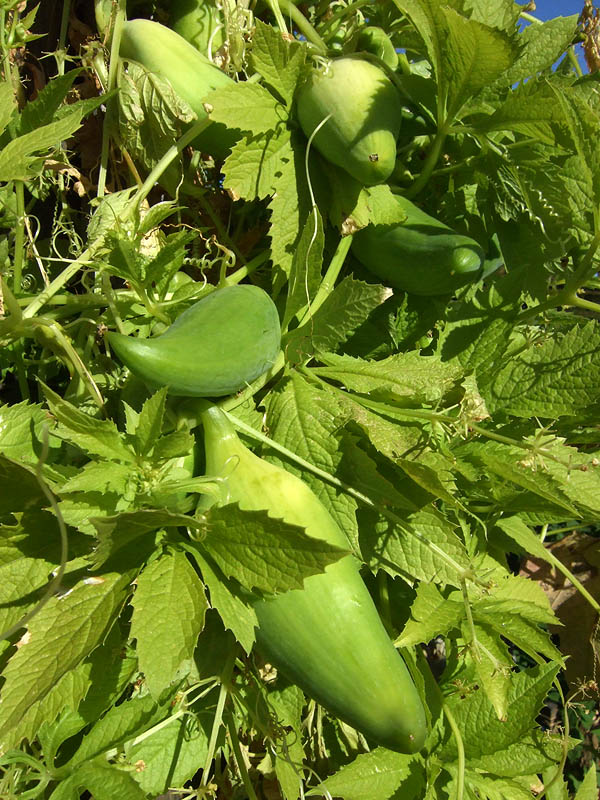
Общий вид растения с плодами
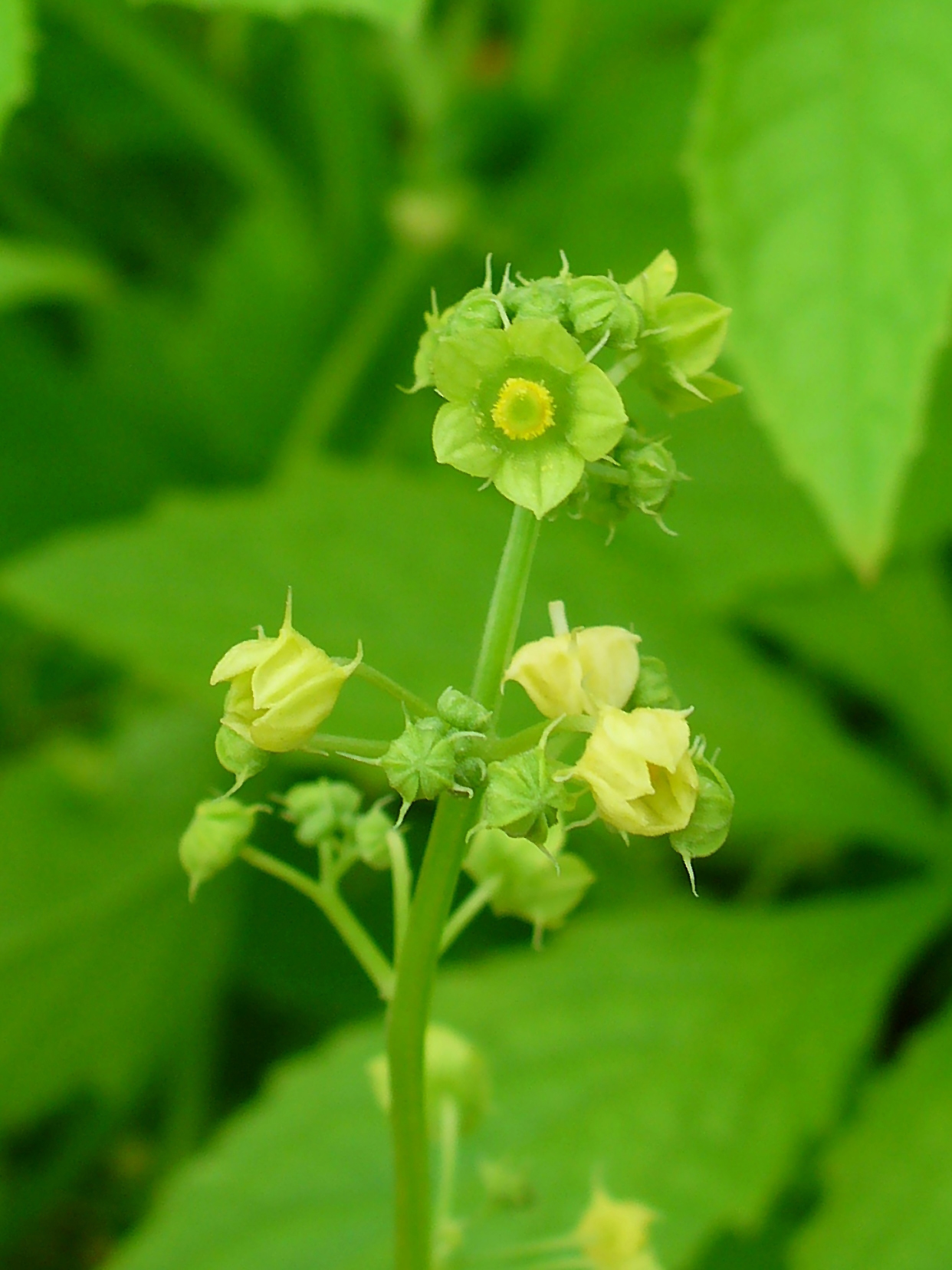
Цветки циклантеры